# Nashia
Genre
Nashia est un genre végétal qui regroupe des espèces de plantes à fleurs de la famille des Verbenaceae.

## Liste d'espèces
Selon BioLib (29 février 2020), Catalogue of Life (29 février 2020), ITIS (29 février 2020) et World Checklist of Selected Plant Families (WCSP) (29 février 2020) :
- Nashia inaguensis Millsp., Publ. Field Columb. Mus. (1906)

Selon The Plant List (29 février 2020) et Tropicos (29 février 2020) :
- Nashia armata (Urb.) Moldenke
- Nashia cayensis Britton
- Nashia inaguensis Millsp.
- Nashia myrtifolia (Griseb.) Moldenke
- Nashia nipensis (Urb.) Moldenke
- Nashia spinifera (Urb.) Moldenke
- Nashia variifolia (Urb.) Moldenke